# Crotalaria argyraea
Crotalaria argyraea är en ärtväxtart som beskrevs av John Gilbert Baker. Crotalaria argyraea ingår i släktet sunnhampor, och familjen ärtväxter. Inga underarter finns listade i Catalogue of Life.